# Kirishima (miasto)
Kirishima (jap. 霧島市 Kirishima-shi) – miasto w Japonii, w prefekturze Kagoshima, na wyspie Kiusiu.

## Historia
Miasto Kirishima powstało 7 listopada 2005 roku w wyniku połączenia miasta Kokubu oraz miasteczek Fukuyama, Hayato, Kirishima, Makizono, Mizobe i Yokogawa (z powiatu Aira).

## Populacja
Zmiany w populacji terenu miasta w latach 1940–2015: